# Matyas Szabo
Matyas Szabo (Brașov, Rumanía, 19 de agosto de 1991) es un deportista alemán de origen rumano que compite en esgrima, especialista en la modalidad de sable. Es hijo de Vilmoș Szabo y Reka Lazăr, medallistas olímpicos en esgrima.
Ganó dos medallas en el Campeonato Mundial de Esgrima, oro en 2014 y bronce en 2015, y cinco medallas en el Campeonato Europeo de Esgrima entre los años 2012 y 2019. En los Juegos Europeos de Cracovia 2023 consiguió una medalla de bronce en la prueba por equipos.
Participó en dos Juegos Olímpicos de Verano, ocupando el cuarto lugar en Tokio 2020, en el torneo por equipos, y el octavo en Río de Janeiro 2016, en la prueba individual.

## Palmarés internacional
| Campeonato Mundial | Campeonato Mundial    | Campeonato Mundial | Campeonato Mundial |
| Año                | Lugar                 | Medalla            | Prueba             |
| ------------------ | --------------------- | ------------------ | ------------------ |
| 2014               | Kazán (Rusia)         | Medalla de oro     | Sable por equipos  |
| 2015               | Moscú (Rusia)         | Medalla de bronce  | Sable por equipos  |
| Juegos Europeos    |                       |                    |                    |
| Año                | Lugar                 | Medalla            | Prueba             |
| 2023               | Cracovia (Polonia)    | Medalla de bronce  | Sable por equipos  |
| Campeonato Europeo |                       |                    |                    |
| Año                | Lugar                 | Medalla            | Prueba             |
| 2012               | Legnano (Italia)      | Medalla de bronce  | Sable por equipos  |
| 2014               | Estrasburgo (Francia) | Medalla de bronce  | Sable por equipos  |
| 2015               | Montreux (Suiza)      | Medalla de oro     | Sable por equipos  |
| 2018               | Novi Sad (Serbia)     | Medalla de bronce  | Sable por equipos  |
| 2019               | Düsseldorf (Alemania) | Medalla de oro     | Sable por equipos  |